# 冬银鲛
冬银鲛（学名：Psychichthys mitsukurii）为银鲛科冬银鲛属的鱼类。分布于日本以及南海、东海等海域。该物种的模式产地在日本。